# Giovanni Benedetto Castiglione

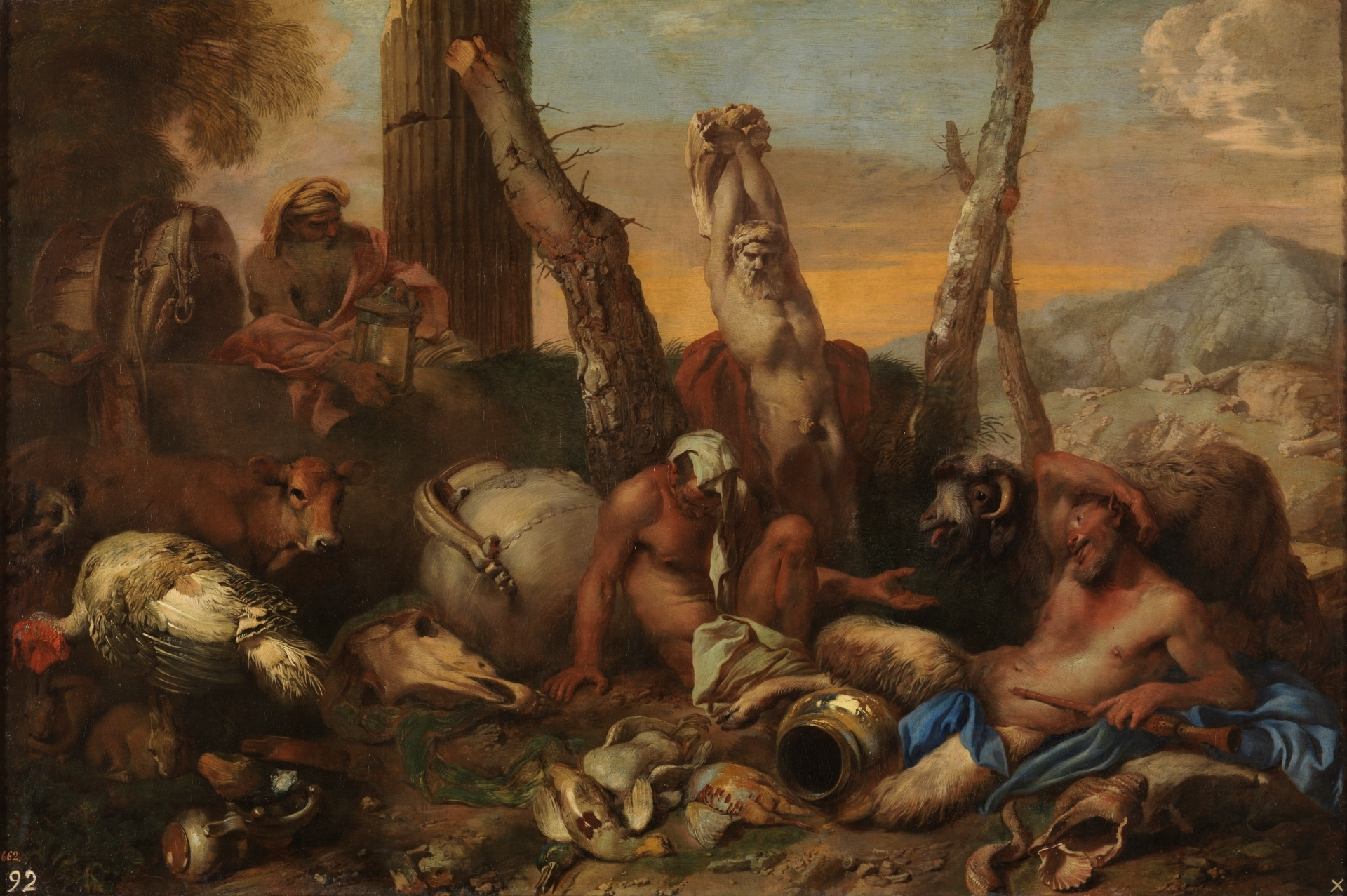
Grechetto, Diogene, Madrid, Museo del Prado

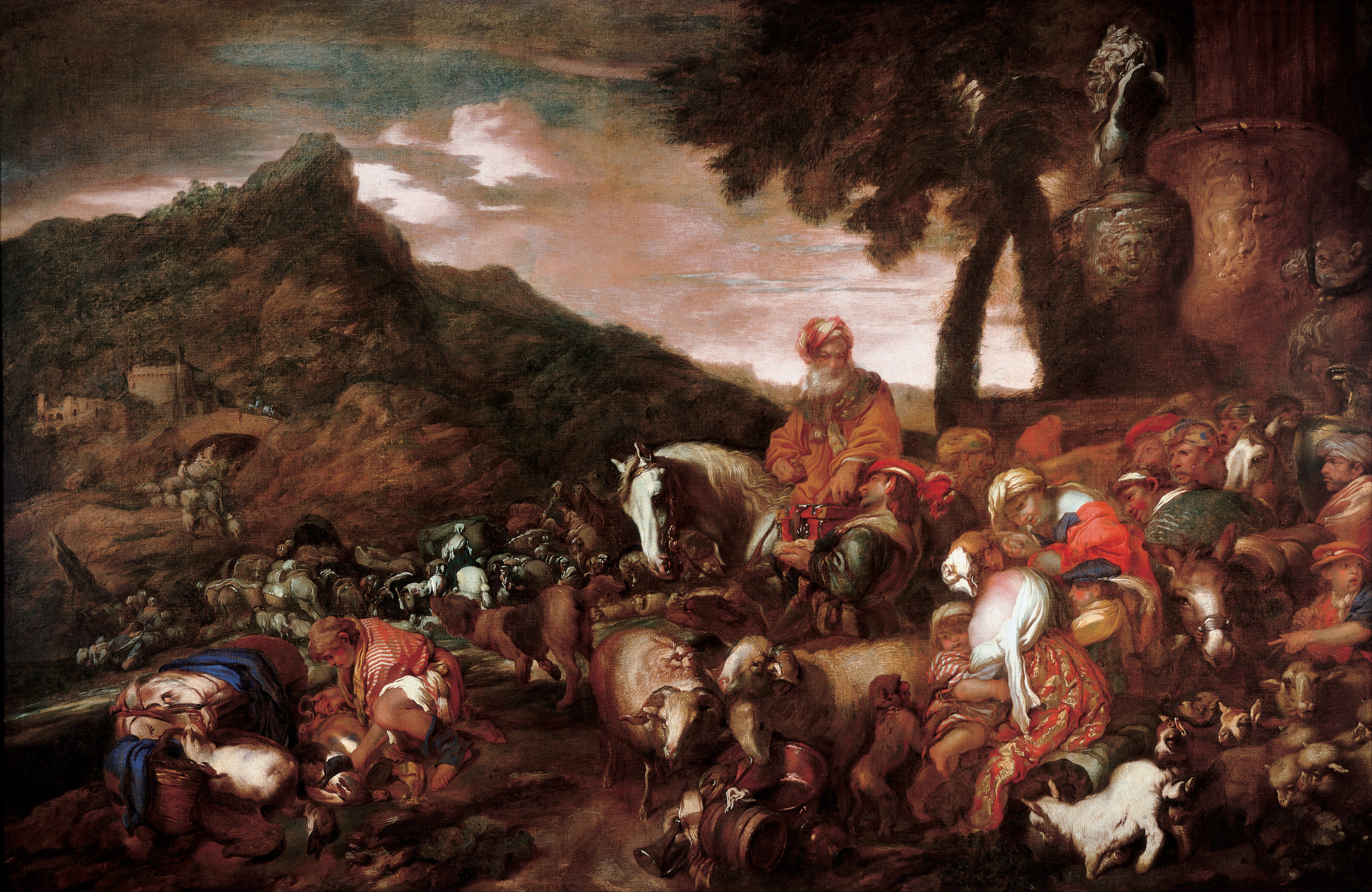
Il viaggio della famiglia di Abramo, Genova, Palazzo Rosso

Giovanni Benedetto Castiglione, detto il Grechetto (Genova, 23 marzo 1609 – Mantova, 5 maggio 1664), è stato un pittore e incisore italiano, fra i massimi esponenti della scuola barocca genovese.

## Biografia
Si formò presso le botteghe di Giovanni Battista Paggi, Giovanni Andrea De Ferrari e Sinibaldo Scorza nella sua città natale, dove aveva da poco soggiornato Anton van Dyck.
Da subito si specializza in dipinti a soggetto animalistico, influenzati dallo stile dello Scorza. A questa prima fase alcuni critici riferiscono L'entrata degli animali nell'arca, dell'Accademia Ligustica e Noè fa entrare gli animali nell'arca, degli Uffizi
Nel 1632 si trasferì col fratello Salvatore a Roma, come è documentato negli stati d'anime della parrocchia di Sant'Andrea delle Fratte. Divenne un artista apprezzato: viene ammesso nell'Accademia di San Luca (1634) e inizia a frequentare artisti come Gian Lorenzo Bernini, Mattia Preti e Pietro da Cortona.
Dopo un soggiorno a Napoli, rientrò a Genova, dove si dedicò a importanti commesse sia per le quadrerie del patriziato genovese, che per istituzioni religiose. Nel 1645 firma la pala d'altare con la Natività per la chiesa di San Luca, ritenuta fra i suoi esiti più alti, e sempre per la sua città dipinge la Visione di s. Bernardo per Santa Maria della Cella e S. Giacomo che scaccia i Mori per l'oratorio di San Giacomo della Marina. Negli stessi anni inizia una fertile produzione grafica, i cui soggetti si rifanno spesso alle ambientazioni archeologiche di Poussin animate da figure fantastiche di satiri e ninfe.
Attorno al 1650 risale un secondo soggiorno romano, cui risale la commissione della pala con l'Immacolata Concezione adorata dai santi Francesco e Antonio da Padova, dipinta nel 1649-1650, per la chiesa dei Cappuccini di Osimo, nelle Marche, oggi al Minneapolis Institute of Arts di Minneapolis
La sua bottega, sempre in comunione col fratello e il figlio Francesco (1641-1716), si specializzò in nature morte e scene a soggetto biblico e mitologico, sempre affollate di animali. Le sue pennellate sottili e incisive hanno i caratteri inquieti di un pittore alla ricerca di nuove soluzioni spaziali e formali. Difficile oggi definire con precisione quali opere appartengano a lui e quali al fratello Salvatore (1620-1676) e al figlio Francesco: occorre pensare alla produzione di questo straordinario pittore come ad una produzione di bottega dove ognuno dei tre arricchiva gli altri di nuovi stimoli e risoluzioni stilistiche. Fu anche uno stimato incisore, specializzato nella tecnica dell'acquaforte e inventore della tecnica del monotipo: probabilmente le sue stampe influenzarono anche l'opera di Rembrandt.
Dal 1651 fu a Mantova, dove divenne pittore di corte presso i Gonzaga. Soggiornò spesso anche a Napoli, Parma e Venezia. La Visione di s. Domenico di Soriano della chiesa di Santa Maria di Castello è considerata una delle ultime opere eseguite per la sua città natale. Morì a Mantova e fu sepolto nel duomo, prima del 1665, data riportata sulla lapide. A sinistra dell'ingresso al battistero del duomo stesso un medaglione in stucco lo ritrae con la scritta che, con enfasi tutta seicentesca, assicura: "Rinascerà forse l'arte della pittura, morta con te. Ma dopo di te, o Castiglione, sarà sempre inferiore". Il figlio Francesco gli succedette come pittore di corte presso Ferdinando Carlo Gonzaga.
Fu maestro di Giovanni Lorenzo Bertolotto, che fu nella sua bottega tra l'inizio del 1661 e il marzo 1663.

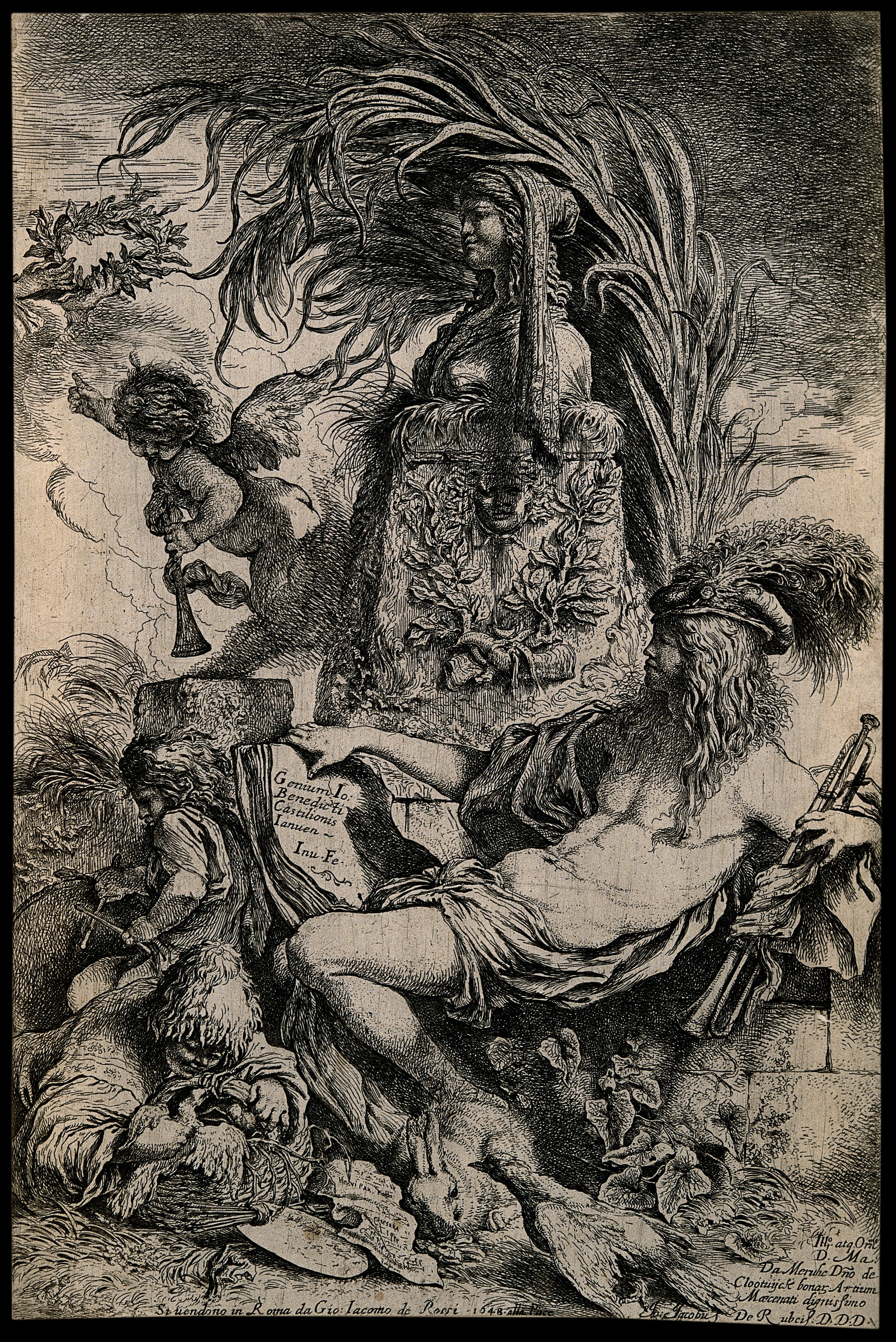
Il Genio della pittura, incisione pubblicata da Giovanni Giacomo De Rossi nel 1648
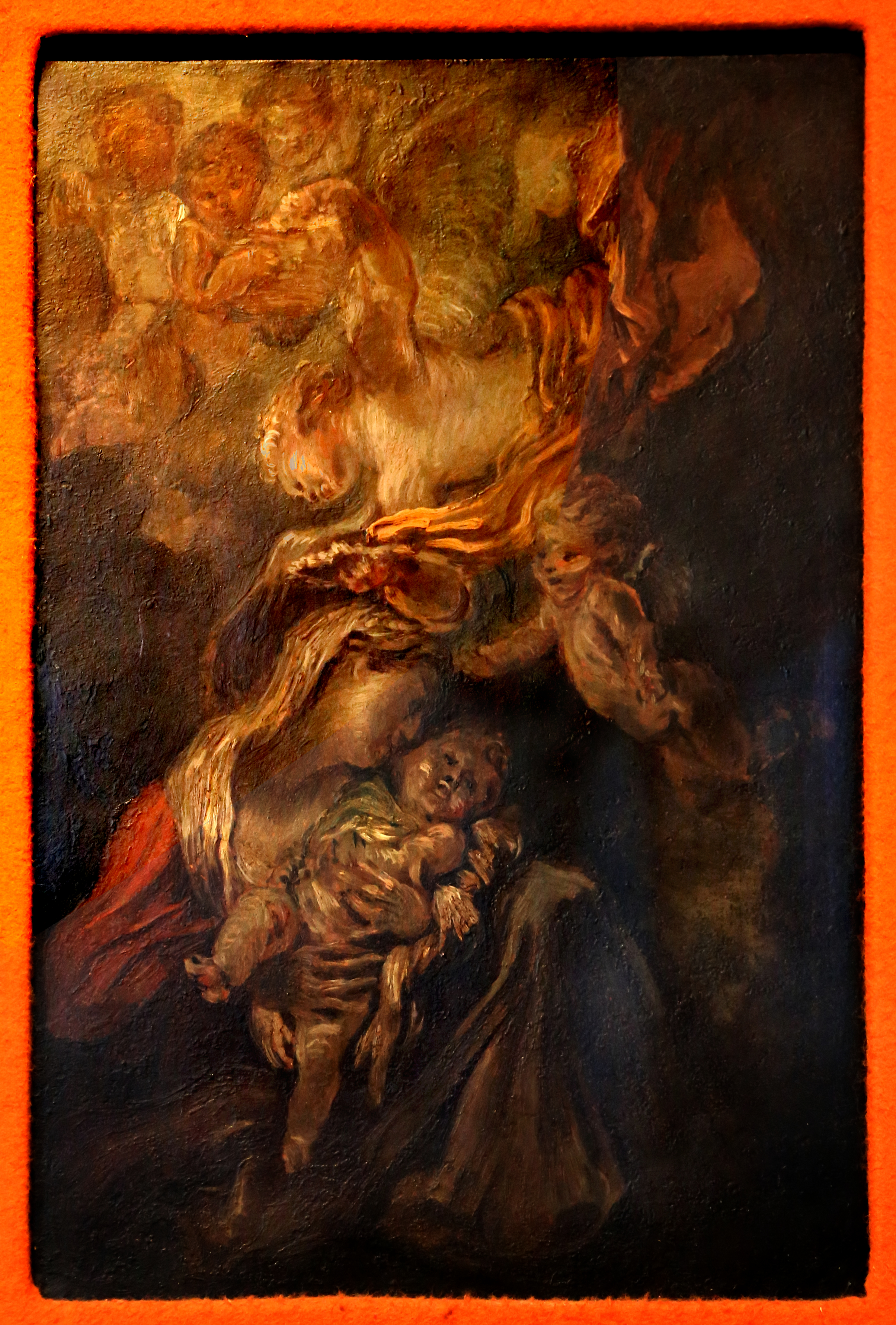
Madonna col bambino e angeli
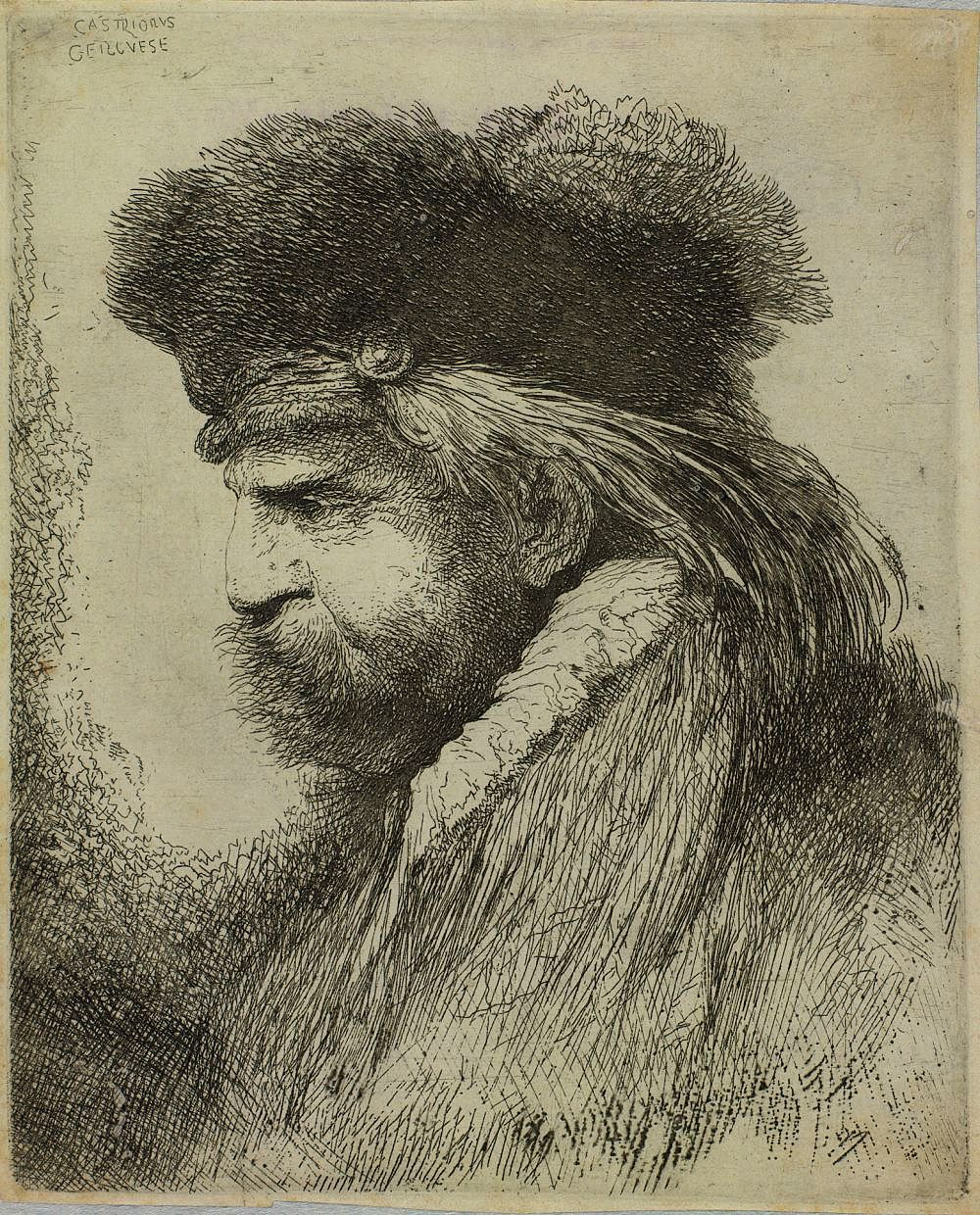
Studio di testa in abiti orientali, incisione
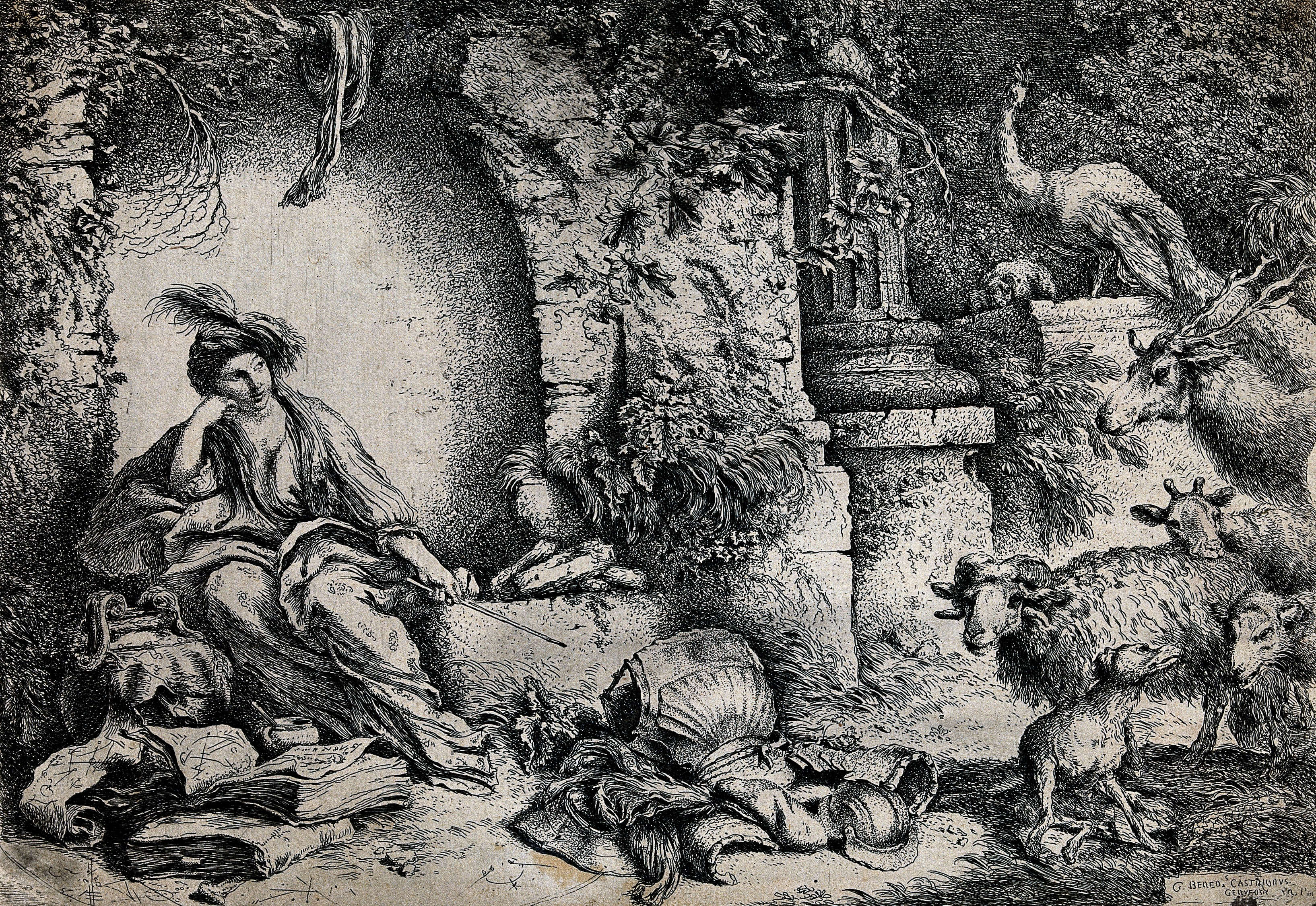
Circe, incisione
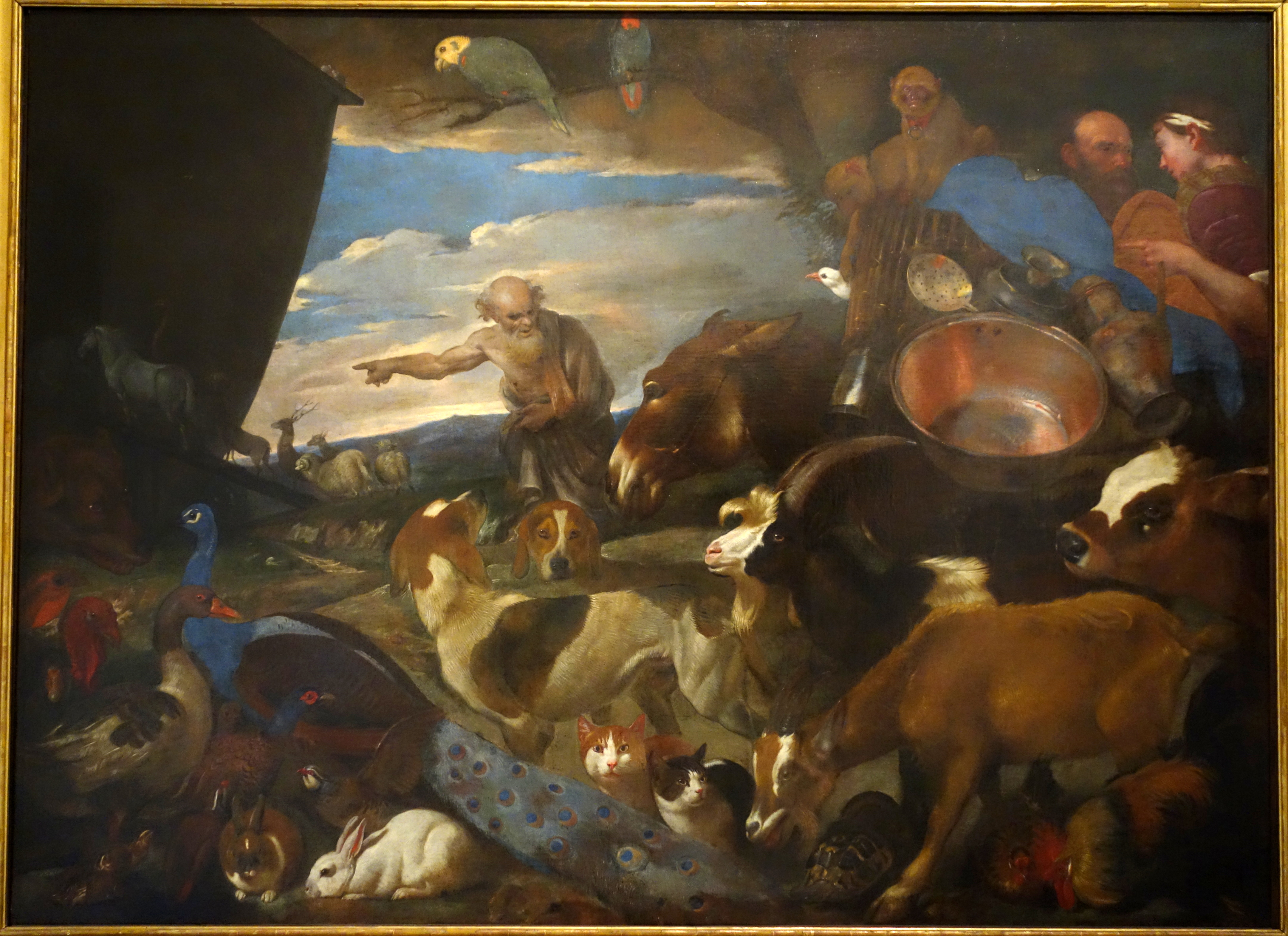
Entrata degli animali nell'arca, Accademia Ligustica
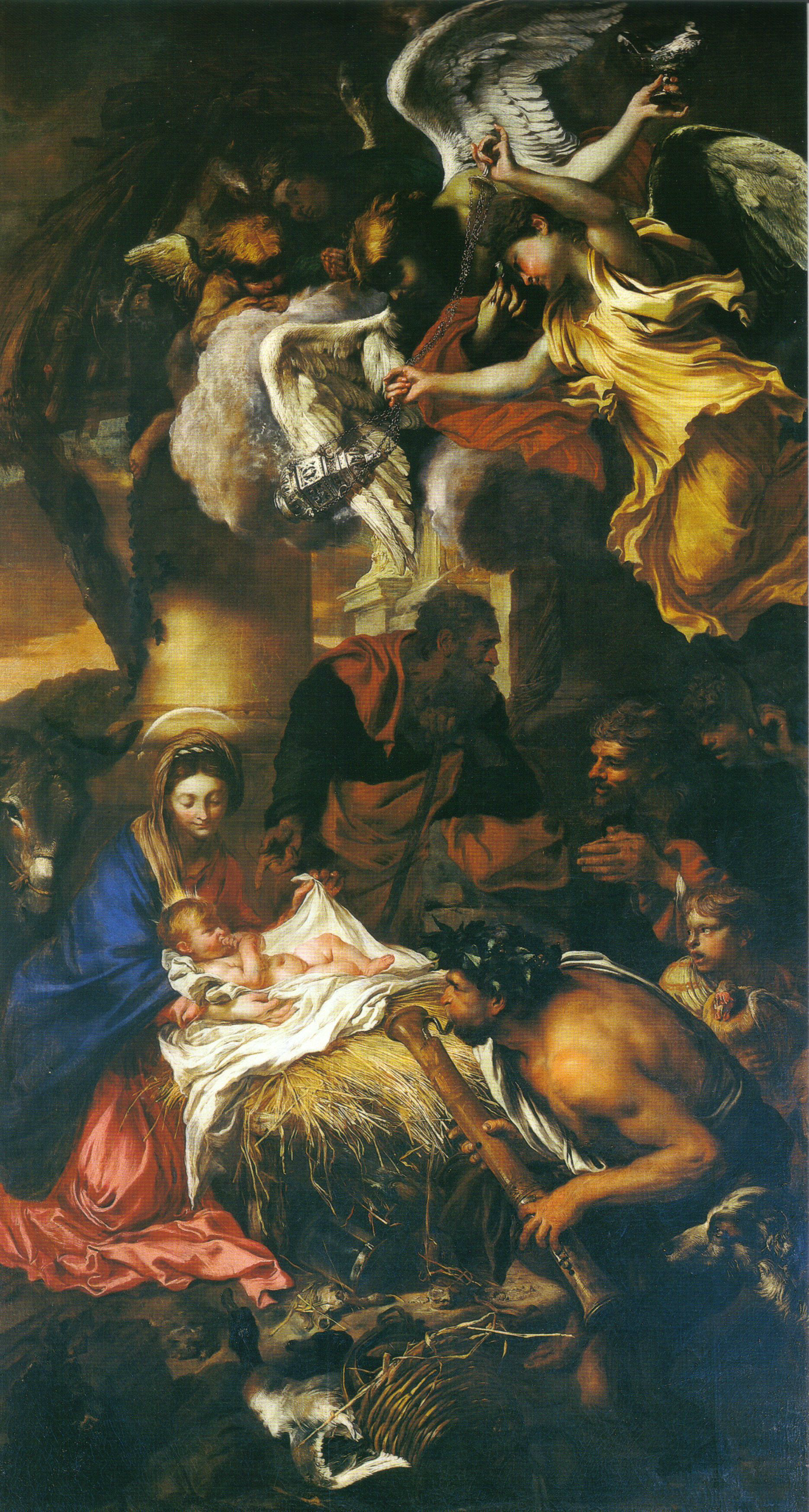
Adorazione dei pastori, Genova, San Luca
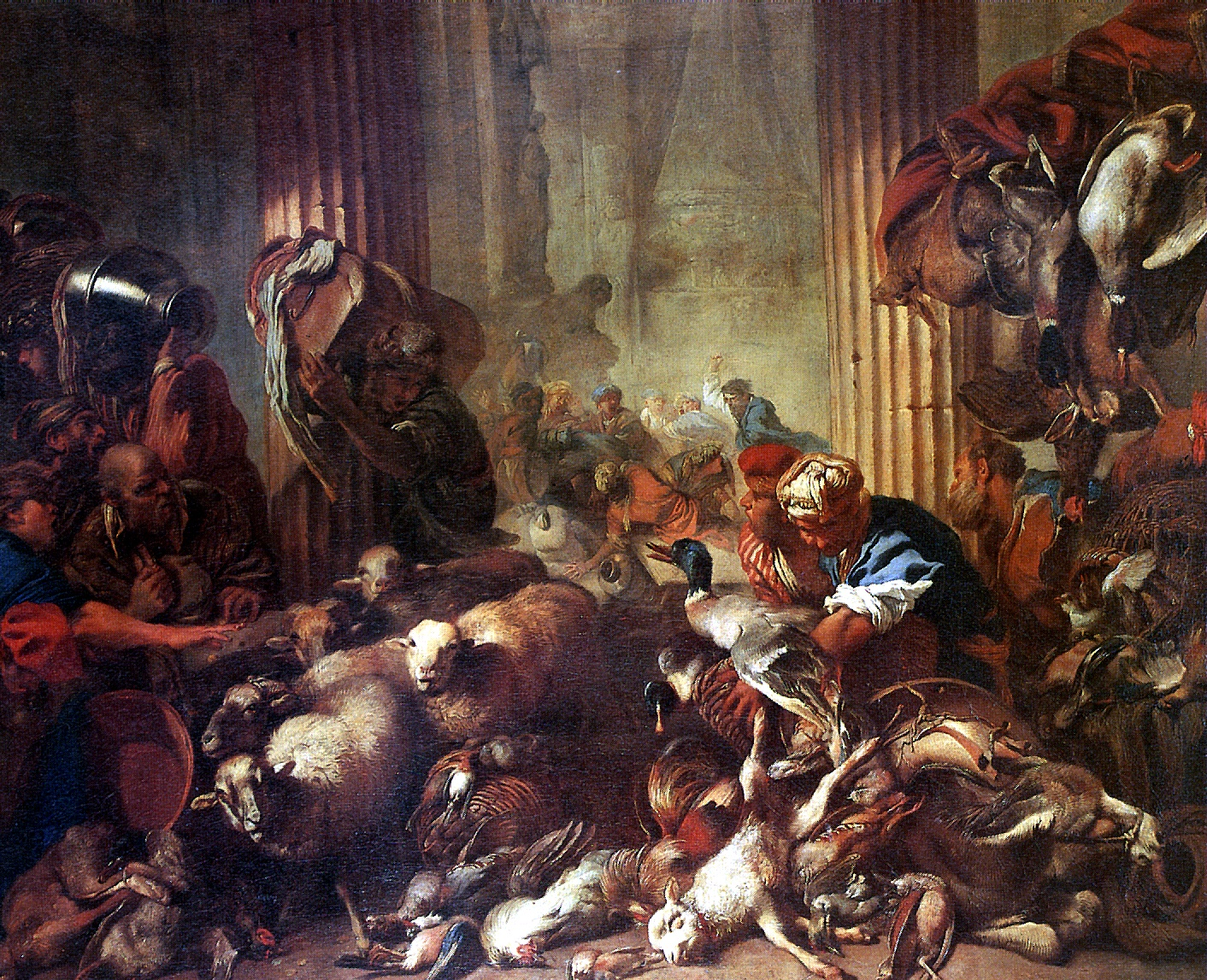
Gesù scaccia i mercanti dal tempio, Parigi, Louvre
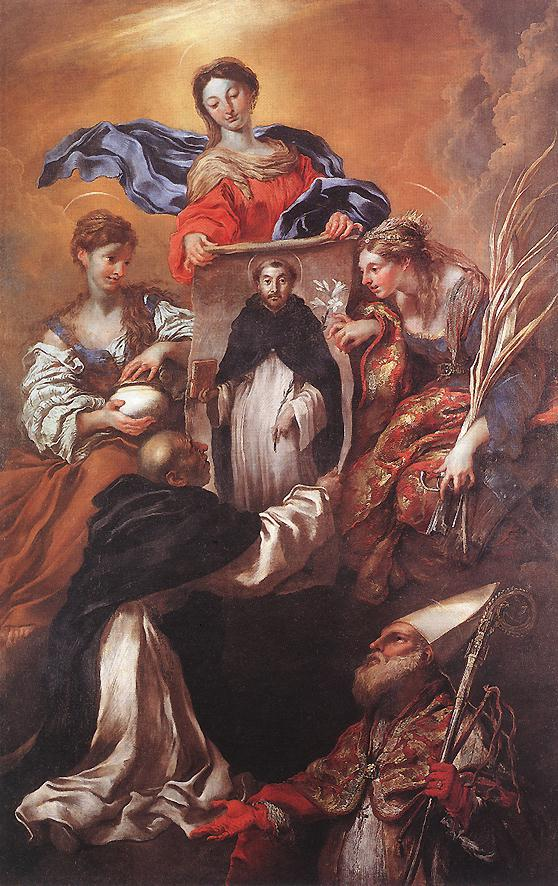
Il miracolo di Soriano - Chiesa di Santa Maria di Castello (Genova)
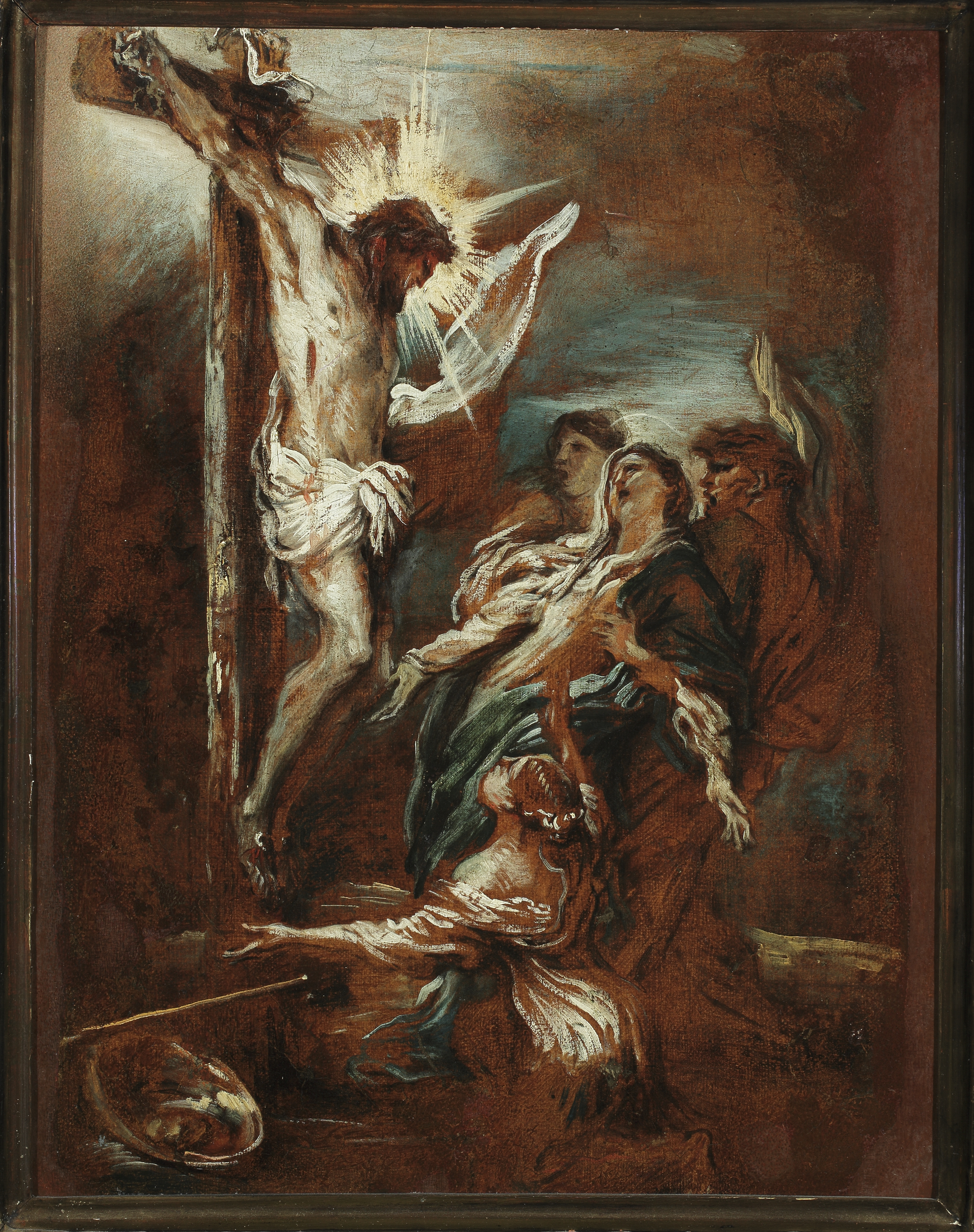
Crocifissione, Palazzo Rosso

## Opere
La tradizione aveva attribuito a Giovanni Benedetto Castiglione un ciclo pittorico che adornava una sala di Palazzo Verri a Milano, ora trasferito a Palazzo Sormani. La critica successiva è concorde nel negare tale attribuzione, ma la sala si chiama tuttora sala del Grechetto.
- Il miracolo di Soriano, Chiesa di Santa Maria di Castello (Genova)
- Studi per tre teste di vitelli, Palazzo Bianco, Genova
- Agar e l'angelo, Palazzo Rosso, Genova
- Adorazione dei Pastori, chiesa di San Luca, Genova
- San Giacomo sbaraglia i mori, Oratorio di San Giacomo della Marina, Genova
- Allegoria del Duca di Mantova, Collezione Zerbone, Genova
- Crocifissione (disegno su carta incollato su tela), Palazzo Rosso, Musei di Strada Nuova, Genova
- Crocifissione, (bozzetto su carta intelata), Collezione Zerbone, Genova
- La Maga Circe, Galleria Nazionale di Palazzo Spinola, Genova